# Hero Elementary
Hero Elementary je ameriško-kanadska animirana televizijska serija, ki sta jo ustvarila in producirala Portfolio Entertainment in Twin Cities PBS za PBS Kids. Premierno se je predstavila 1. junij 2020.
V seriji sodelujejo različni študenti "Sparks 'Crew" - Lucita Sky, AJ Gadgets, Sara Snap in Benny Bubbles, ki jih v superjunakih trenira njihov čudaški in navdušeni učitelj, gospod Sparks. Študenti skupaj delajo kot ekipa, ki s pomočjo svojih lastnih edinstvenih velesil in "Supermoči znanosti" pomaga ljudem, rešujejo težave in poskušajo svet narediti boljši kraj. Serija trenutno nastaja v 40 polurnih epizodah, od katerih vsaka vsebuje dva segmenta.

## Igralska zasedba

### Igralsko zasedbo sestavljajo:
- Veronica Hortiguela kot Lucita Sky
- Jadiel Dowlin kot AJ Gadgets
- Stephany Seki kot Sara Snap
- Stacey DePass kot Benny Bubbles
- Carlos Diaz kot Mr. Sparks